# ماریاما اندویه
ماریاما اندویه (به فرانسوی: Mariama Ndoye-Mbengue) نویسنده قرن بیستم میلادی اهل سنگال است.